# Hyldebærsuppe
Hyldebærsuppe er en traditionel dansk ret, som er lavet af saften af hyldebærrene. Hyldebærsuppen spises varm og serveres med enten æbler, melboller eller knuste tvebakker. Suppen er en typisk vinterret, som spises i efteråret og vinteren, når bærrene er modne. Hyldebærrene og dermed også hyldebærsuppen indeholder store mængder af A- og C-vitaminer. 
Suppen kan jævnes med kartoffelmel eller majsstivelse til en passende konsistens. Retten findes i mange varianter.